# Psalm 146

Psalm 146:8 według Biblia Hebraica Stuttgartensia ...

Psalm 146 – jeden z psalmów dydaktycznych zgromadzonych w biblijnej Księdze Psalmów.
Jego numer przyjęty został za Biblią hebrajską; Septuaginta i Wulgata nadają mu numer 145.

## Gatunek literacki i okoliczności powstania
Psalm 146 jest hymnem pochwalnym, w którym obok pochwał Jahwe znajdują się także pouczenia i przestrogi. Jest to pierwszy z pięciu hymnów, tzw. małego Hallelu, które tworzą zakończenie Księgi Psalmów.
Przyjmuje się, że psalm powstał po okresie niewoli babilońskiej. Takie jest też zdanie tradycji żydowskiej, którą przechowała Septuaginta, czyli Biblia grecka. Według komentarza w tym tłumaczeniu autorami Psalmu 146 mieli być działający po niewoli prorocy: Aggeusz i Zachariasz. O późnym czasie powstania psalmu świadczą też arameizmy występujące w wierszach 3-5. Ponieważ jednak psalm cytowany jest przez deuterokanoniczną 1Mch 2,63, nie można czasu jego powstania przenosić na czasy machabejskie.

## Treść i teologia
Psalmista najpierw do chwalenia Boga zachęca samego siebie (wiersze 1-2), następnie określa bezsens polegania na ludziach:

Nie polegajcie na władcach
ani na synach ludzkich, bo nie mogą ocalić.
Gdy duch ich opuści, powrócą do ziemi;
tego dnia przepadną wszystkie ich zamiary

Dalej następuje pochwała Boga – stwórcy świata i obrońcy uciśnionych:

Wymierza sprawiedliwość uciśnionym,
daje chleb zgłodniałym,
Jahwe uwalnia więźniów.

Psalm 146 zachęcać ma do wielbienia Boga jako króla wszechświata, który nie zawodzi pokładanej w nim ufności. Interpretacja chrześcijańska stawia w centrum psalmu Jezusa Chrystusa, który uzdrawiał chorych, przywracał wzrok ślepym i karmił tłumy chlebem.